# Keramídi (Étolie-Acarnanie)
Keramídi, en grec moderne : Κεραμίδι, est un village du dème d'Amphilochie, district régional d’Étolie-Acarnanie, en Grèce-Occidentale.
Selon le recensement de 2011, la population du village compte 67 habitants.